# 조십 에릭
조십 에릭(Josip Elic, 1921년 3월 10일 ~ 2019년 10월 21일)은 미국의 배우, 영화배우이다.
뷰트에서 태어났다.

## 영화
- 블랙 레인 (1989년)
- 월드 그레이티스트 러버 (1977년)
- 뻐꾸기 둥지 위로 날아간 새 (1975년) - 밴시니 역
- 스툴리 (1974년)
- 포 러브 오브 아이비 (1968년)
- 프로듀서 (1968년)
- 산타클로스 더 컨커스 마티언스 (1964년)